# Orde mendicant
Un orde mendicant és un orde religiós que, a més dels vots religiosos habituals, emet també un vot de pobresa no sols individual, sinó també de la comunitat o el convent com a tal. Per tant, per tal de mantenir-se, la comunitat depèn de la caritat. En principi, ni la comunitat ni els seus membres, no posseeixen cap bé: els religiosos hi renuncien per tal de consagrar-se totalment a la vocació i carisma de l'orde.
Una altra diferència essencial respecte als ordes monàstics i de canonges regulars rau en l'organització jurídica: els frares estan obligats a viure a un convent determinat, però en poden ésser traslladats per exigències de la cura de les ànimes. Les comunitats no són entitats autònomes, sinó que estan federades en províncies que tenen un cap que les governa (el mestre general dels dominics o el ministre general dels franciscans) i la jurisdicció del qual s'estén a tots els membres de l'orde. Els superiors (de cada convent, provincials o generals) són elegits directament pels membres de l'orde per un temps determinat.

## Ordes mendicants catòlics
Els ordes mendicants cristians es dediquen prioritàriament a predicar l'evangeli i al servei als pobres i necessitats. Els primers van ser els dominics i els franciscans, fundats al segle xiii per a combatre el catarisme, molt implantat al sud de França i al nord d'Itàlia. Proposaren un model de servei a Déu des de dins de la societat, per la qual cosa, la seva activitat es desenvolupava a les ciutats. Ràpidament, tingueren el suport de la burgesia i l'aristocràcia urbanes i van tenir una gran expansió. El model arquitectònic de les seves esglésies, situades a la rodalia de la ciutat, però dintre seu, estava pensat per a la predicació, amb grans naus que permetien l'afluència dels fidels.
A l'Edat Mitjana, els ordes mendicants originals van ser:
- Franciscans (Orde de Frares Menors, amb hàbit marró), fundats el 1209
- Carmelites (Orde del Carme, amb hàbit marró i capa blanca), fundats entre 1206-1214
- Dominics (Orde de Predicadors, amb hàbit blanc i capa negra), fundat el 1215
- Agustins (Eremites de Sant Agustí, amb hàbit negre), fundats el 1256

El Concili II de Lió (1274) va reconèixer aquests ordes com a "grans ordes mendicants" i en suprimí d'altres, com la dels apostòlics (de 1260). Sixt IV va abolir, el 1475, la mendicitat com a forma de subsistència i el Concili de Trent permeté que els ordes mendicants tinguessin propietats col·lectivament, per tal d'afavorir la seva subsistència, llevat d'alguns com els caputxins, que volien mantenir el rigor de l'orde original. Es mantingué la prohibició que els seus membres tinguessin propietats a títol individual ni beneficis eclesiàstics.
Altres ordes mendicants són:
- Trinitaris (Orde de la Santíssima Trinitat), fundada el 1193
- Mercedaris (Orde de la Mare de Déu de la Mercè per a la Redempció de Captius), fundada el 1218
- Servites (Orde de Servidors de Maria), fundada el 1233
- Mínims (Orde de Frares Mínims), fundada el 1436
- Caputxins (Orde de Frares Menors Caputxins), de 1525
- Betlemites (Orde dels Germans de Betlem), de 1658
- Filles Betlemites (Germanes Betlemites Filles del Sagrat Cor de Jesús), de 1861

L'últim orde mendicant aprovat fou el dels Frares Penitents de Jesús Natzarè, fundat en 1752 i suprimit per la Santa Seu en 1935.